# مامادو الیو کیتا
مامادو الیو کیتا (انگلیسی: Mamadou Aliou Keïta; ۱ ژانویهٔ ۱۹۵۲ – ۱۱ آوریل ۲۰۰۴) بازیکن فوتبال اهل گینه بود.
وی همچنین در تیم ملی فوتبال گینه بازی کرده است.